# Alfons Hilka
Alfons Hilka (né le 30 juillet 1877 à Walce - mort le 21 juin 1939 à Göttingen) est un philologue allemand et éditeur de textes médiévaux (Latin et Ancien français).

## Vie
Après des études de philologie classique, anglaise et romane, ainsi que de littérature comparée et de sanscrit à Breslau, il soutient sa thèse sur le style de Chrétien de Troyes, en 1903.
Il édite le roman Athis et Prophilias pour son habilitation en 1912.
En 1918, il est nommé professeur de philologie romane à Greifswald. Par ailleurs, il édite aussi des textes latins dans une collection qu'il a fondée : Sammlung Mittellateinischer Texte.
À partir de 1920, il dirige la Zeitschrift für romanische Philologie (de).
En 1921, il devient professeur à Göttingen. En 1932, il publie le dernier tome de l'œuvre de Chrétien de Troyes, éditée par Wendelin Foerster à partir de 1884.

## Ouvrages
- Die direckte Rede als stilistiches Kunstmittel in den Romanen des Chrestien de Troyes, Halle, Niemeyer, 1903
- Li Romanz d'Athis et Prophilias (L'Estoire d'Athenes), 2 vol., Dresden/Halle, Niemeyer, 1912, 1916 (Gesellschaft für romanische Literatur 29, 40)
- Das altfranzösische Rolandslied nach der Oxforder Handschrift, Halle, Niemeyer, 1926
- Aimon von Varennes : Florimont, Zum erstenmal mit Einleitung, Anmerkungen,Namenverzeichnis und Glossar unter Benutzung der von Alfred Risop gesammelten handschriftlischen Materialen, Dresden/Halle, Niemeyer, 1932
- Der Percevalroman (Li contes del Graal) von Christian von Troyes, Halle, Niemeyer, 1932